# Мирослава Димитријевић (лекар)
Др Мирослава Димитријевић (Лесковац, 1956) српски је лекар, примаријус, са подручја Јабланичког округа.

## Биографија
Рођена је 1956. године у Лесковцу. Основну школу и гимназију завршила је у месту рођења, а Медицински факултет у Београду 1985. године. Специјализацију из социјалне медицине завршава у Нишу 1993. године. У свом раду дала је добре резултате. Активни је друштвени радник. Била је члан Председништва Секције социјалне медицине и члан Организационог одбора И Конгреса Социјаине медицине Србије и Црне Горе 2002. године. У служби од 1994. до 1997. године била је Нечелник Сектора социјалне медицине са организациом здравствене службе, затим шеф одсека за здравствено васпитање до новембра 2000. године, када је именована за ВД директора, а од 2001. године и за директора Завода за заштиту здравља Лесковац. На тој функцији остаје до новембра 2004. године. Звање примаријуса добила је 2001. године. Била је члан извршног одбора СО Лесковац. Поред свакодневних послова које обавља, радила је и на личном стручном образовању и усавршавању. Објавила је преко 40 стручних радова на симпозијумима, секцијама и конгресима у земљи и иностранству.